# Crotalus tigris
Crotalus tigris (Tigerskallerormen) är en ormart som beskrevs av Kennicott 1859. Crotalus tigris ingår i släktet skallerormar och familjen huggormar. IUCN kategoriserar arten globalt som livskraftig. Inga underarter finns listade i Catalogue of Life.
Arten förekommer i nordvästra Mexiko och i delstaten Arizona i USA. Den lever i låglandet och i bergstrakter upp till 1465 meter över havet. Habitatet varierar mellan öknar, buskskogar, gräsmarker och lövfällande skogar. Crotalus tigris hittas vanligen i klippiga områden.
Individerna vistas på marken och klättrar ibland i den låga växtligheten.